# The Ship
The Ship to gra komputerowa z gatunku first person shooter korzystająca z silnika Source stworzona przez Outerlight Ltd. Gra została wydana 11 lipca 2006 w sieci Steam, natomiast wersja pudełkowa wydana została w Polsce 23 lutego 2007. Początkowo wydana została w 2004 jako modyfikacja gry komputerowej Half-Life.
Akcja gry osadzona jest na statku wycieczkowym. Każdy z graczy musi zabić wybranego losowo innego gracza tak, aby nikt tego nie zauważył.

## Fabuła
Tajemniczy gość nazywający siebie Panem X dał bohaterom za darmo bilety na rejs luksusowym statkiem. Żaden z pasażerów nie wiedział, że wpadł w niebezpieczną pułapkę. Wszyscy pasażerowie muszą śledzić i zamordować innego pasażera. Jeżeli ktoś odmówi, Pan X zabije go i jego rodzinę.

## Rozgrywka
Każdy gracz ma przydzielone losowo inicjały i nazwisko (na przykład J. Malta lub F.O. Reitman), pod którymi znany jest podczas gry. Dzięki temu trudniej jest odróżnić prawdziwych graczy od bohaterów niezależnych, którzy zarówno wyglądają, jak i nazywają się podobnie. Do zabicia danego pasażera można użyć różnych broni. Pieniądze zdobywane za zabicie kolejnego pasażera zmieniają się wraz z tym, jak trudno obsługuje się daną broń oraz ile razy gracz z niej korzystał. Jeśli gracz zabije osobę nie przeznaczoną do zabicia przez niego, z jego konta zostanie zabrane od $2000 do $5000. Gracze, którzy mają debet powyżej $20000, zostaną usunięci z rejsu.
Każda z postaci ma własne potrzeby (np. głód). Jeśli gracz nie wypełnia tych potrzeb, jego bohater umrze, co powoduje utratę $1000. Potrzeby są zaspokajane dzięki wizytach w restauracjach, łazienkach, rozmowach z innymi graczami, itp.